# Национальная галерея Австралии
Национа́льная галере́я Австра́лии — главная картинная галерея и музей Канберры, столицы Австралии, основанный в 1967 году.

## История
Австралийский художник Том Робертс был одним из первых австралийцев, лоббировавших среди австралийских премьер-министров идею создания национальной картинной галереи. В 1910 году премьер-министр Эндрю Фишер согласился на это предложение, и уже в 1911 году парламент Австралии учредил Исторический мемориальный совет, двухпартийный комитет в составе шести политических лидеров. Комитетом было решено, что правительство страны должно заняться сбором портретов австралийских генерал-губернаторов, парламентских лидеров и главных «отцов» Австралийской федерации, написанных австралийскими художниками. Это привело к созданию Консультативного совета Содружества по делам искусства (англ. Commonwealth Art Advisory Board), который вплоть до 1973 года был ответственен за приобретение различных произведений искусства (хотя этим также занимался Парламентский библиотечный комитет, который приобретал для национальной коллекции различные пейзажи). До открытия здания Национальной галереи коллекция выставлялась в Парламенте Австралии, дипломатических миссиях за рубежом и галереях других государств.
Начиная с 1912 года строительство здания Национальной галереи было одним из приоритетных направлений деятельности Консультативного совета Содружества по делам искусства. Но из-за Великой депрессии и мировых войн решение этой задачи постоянно откладывалось, так как, по мнению правительства, куда важнее было создание прочей инфраструктуры в столице государства, Канберре, в том числе, строительство здания Парламента, искусственного озера Берли-Гриффин и Национальной библиотеки Австралии. Только в 1965 году Консультативному совета удалось убедить премьер-министра Роберта Мензиса в необходимости начала сооружения Национальной галереи Австралии. 1 ноября 1967 года премьер-министром Харолдом Холдом было официально объявлено о том, что правительство страны займётся организацией строительства.

### Местонахождение

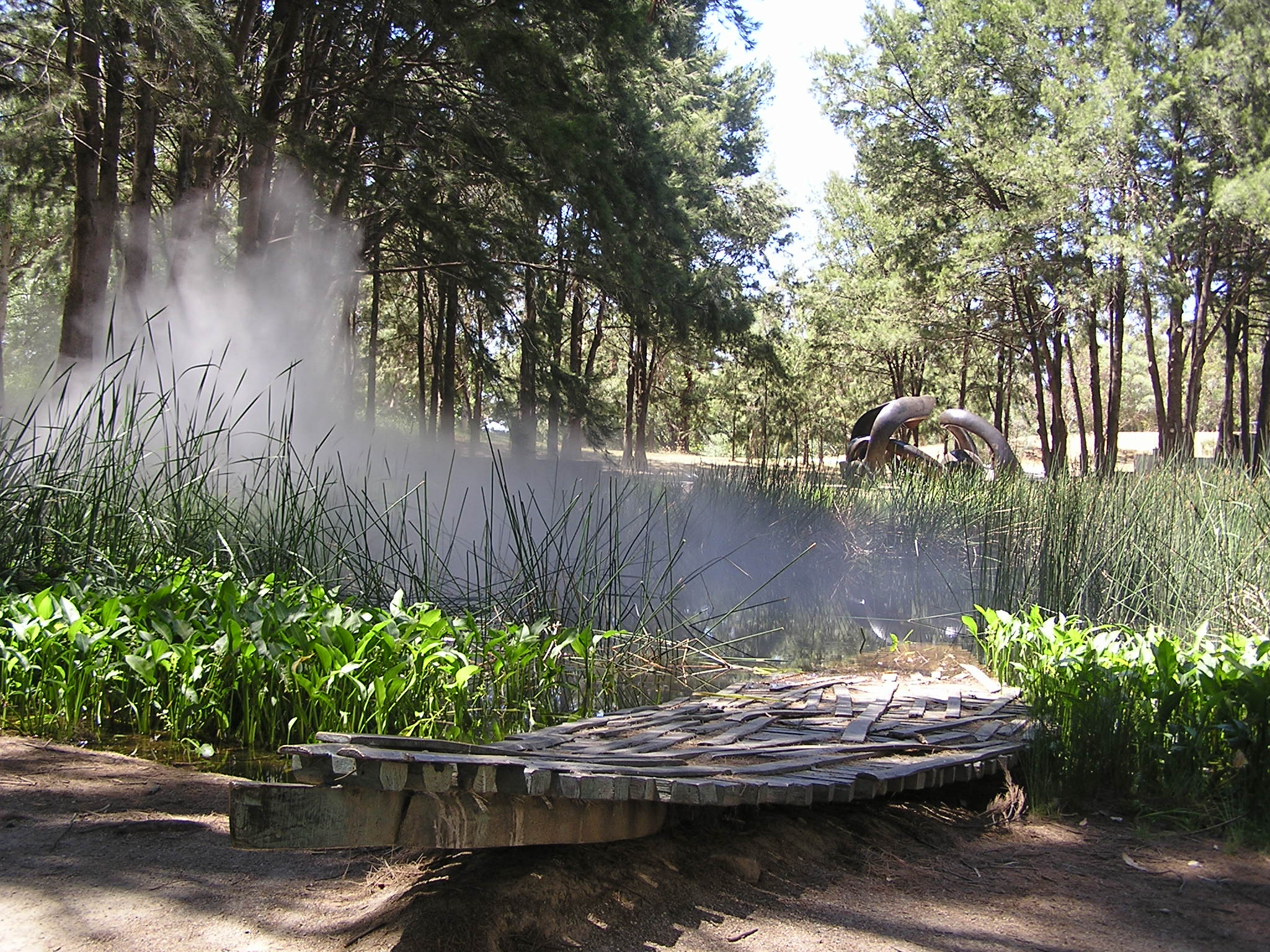
Сад вокруг галереи.

Разработка дизайна и строительство галереи осложнялись тем, что они не могли начаться до тех пор, пока не было выбрано место для нового здания Парламента Австралии. Согласно проекту 1912 года, созданного главным архитектором Канберры Уолтером Берли Гриффином, оно должно было находиться на Кэмп-Хилле, между Кэпитал-Хиллом и старым зданием парламента. Согласно проектам «парламентского треугольника» 1958 и 1964 годов, подготовленным британским архитектором Уильямом Холфордом, в начале 1960-х годов Комиссия по развитию национальной столицы (англ. National Capital Development Commission) предложила перенести строительство Парламента на берег озера Берли-Гриффин, а Национальную галерею и другие культурные учреждения построить на Кэпитал-Хилле.
В 1968 году Колин Мэдиган выиграл конкурс на лучший дизайн будущей галереи, хотя его разработка не могла быть завершена, так как конечное расположение здания находилось под большим вопросом. Премьер-министр Джон Гортон заявил, что

Целью конкурса было не определение конечного варианта дизайна здания, а выбор энергичных и одарённых богатым воображением архитекторов, которым будет поручено разработать фактический дизайн галереи.

В 1968 году Гортон обратился к Парламенту страны, чтобы оно передало участок на берегу озера, как это задумывал Холфорд, под строительство нового здания Парламента, однако законодательный орган отклонил этот проект, предложив участки на Кэпитал-Хилле и Кэмп-Хилле. Впоследствии было решено, что галерея не может быть построена на Кэпитал-Хилле. В 1971 году правительство выделило участок площадью 17 гектар для будущего здания парламента, который должны были окружать национальные и правительственные учреждения, в том числе, Национальная галерея, Высокий суд и специальная огороженная территория, соединённые с Национальным местом (англ. National Place) в центре «парламентского треугольника».

### Разработка дизайна
Окончательный проект дизайна Мэдигана основан на инструкциях, подготовленных Комиссией по развитию национальной столицы, а также идеях Джеймса Джонсона Суини и Джеймса Моллисона. Суини (1900—1986), бывший директором Музея современного искусства Соломона Гуггенхайма с 1952 по 1960 года и директором Музея изящных искусств в Хьюстоне, был назначен консультантом по вопросам показа и хранения произведений искусства.
Строительство Национальной галереи Австралии было начато в 1973 году и официально открыто королевой Елизаветой II в 1982 году. Строительство обошлось в $82 млн.

## Архитектура

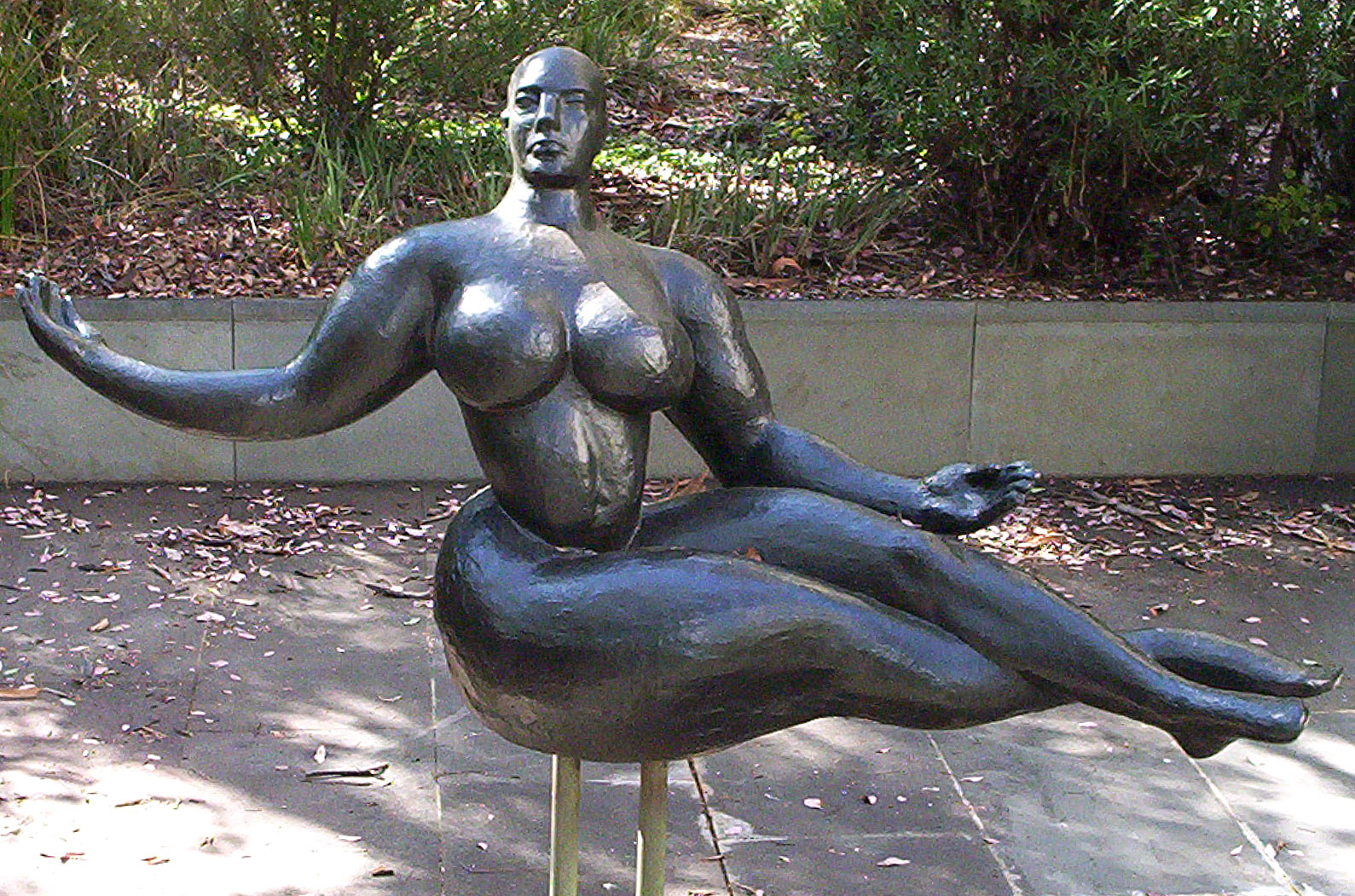
Скульптура в саду, окружающем галерею.

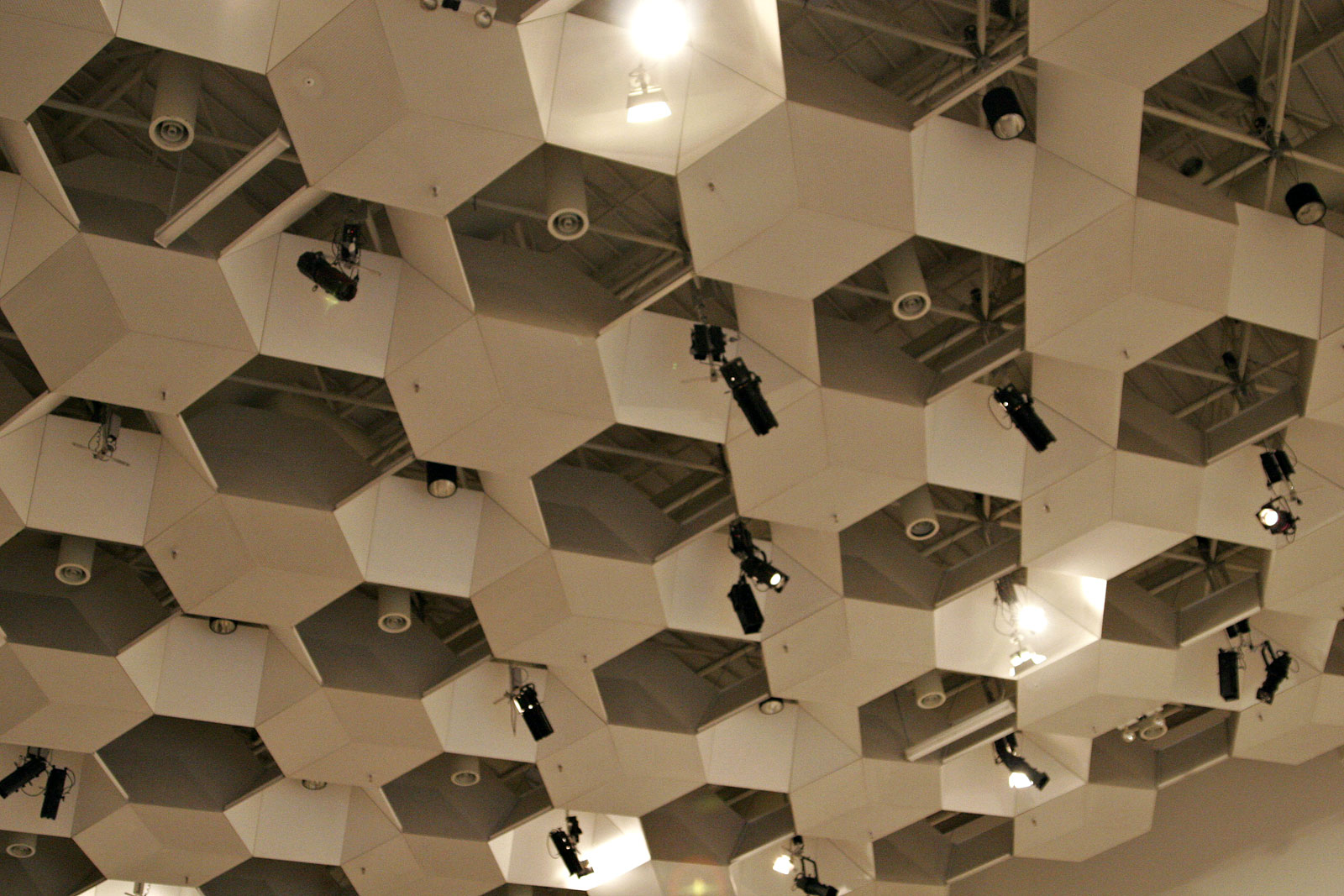
Потолок в галерее.

Национальная галерея построена в стиле брутализма. Отличительными чертами здания, окружённого скульптурным садом с коренными австралийскими деревьями и растениями, являются угловатые формы и грубая фактура бетона.
За основу геометрии галереи был взят треугольник, что отчётливо проявляется в особой форме потолка и пола главного этажа, а также лестничных пролётов, колонн и отдельных элементов здания, выполненных в виде этой геометрической фигуры.
Галерея построена из грубого бетона, который не отделан ни штукатуркой, ни облицовкой, ни покраской. До недавнего времени внутренние стены также не были отделаны, лишь спустя некоторое время они были покрыты покрашенными досками, чтобы таким образом обеспечить универсальность выставляемых экспозиций.
Площадь здания составляет 23 тысячи м²: часть используются под выставочные залы, другая — под места хранения произведений искусства. Выделяются три уровня галереи. На главном этаже выставочные залы обширные и используются для показа коллекций, посвящённых австралийским аборигенам, а также международных коллекций (то есть европейских и американских). На нижнем этаже также существуют большие галереи, которые первоначально предназначались для скульптурных выставок, но впоследствии для показа азиатских коллекций. На самом верхнем уровне находится серия небольших залов, которые предназначены для коллекций австралийского искусства.
Существуют проекты по расширению Национальной галереи Австралии.

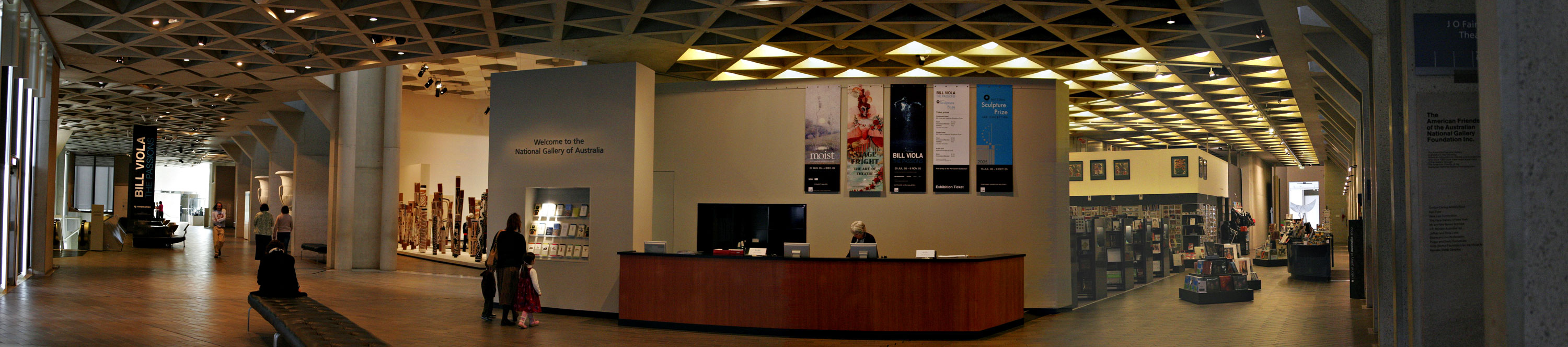
Холл Национальной галереи

## Коллекция музея

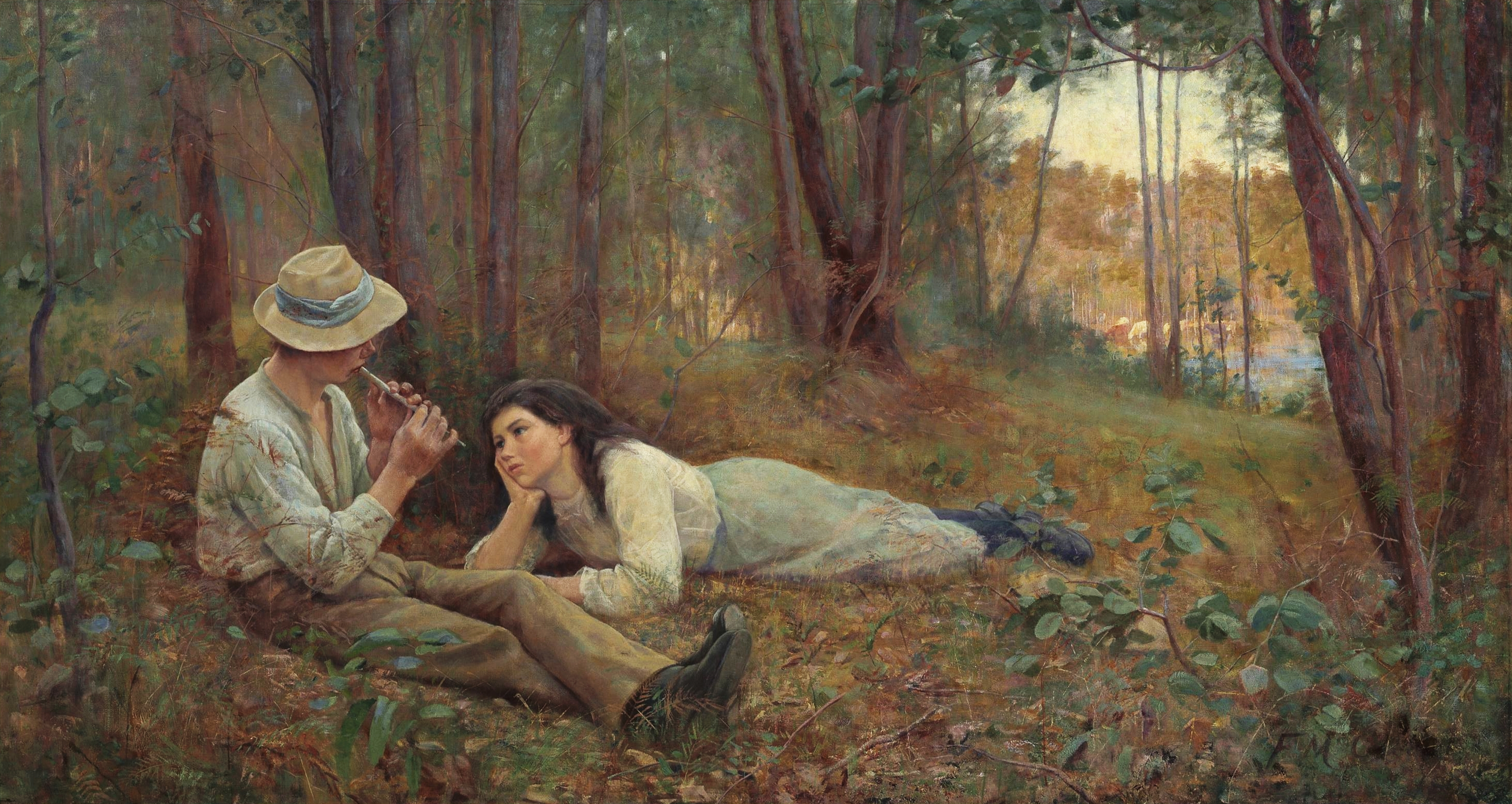
Фредерик Мак-Каббин, «Идиллия буша», 1893

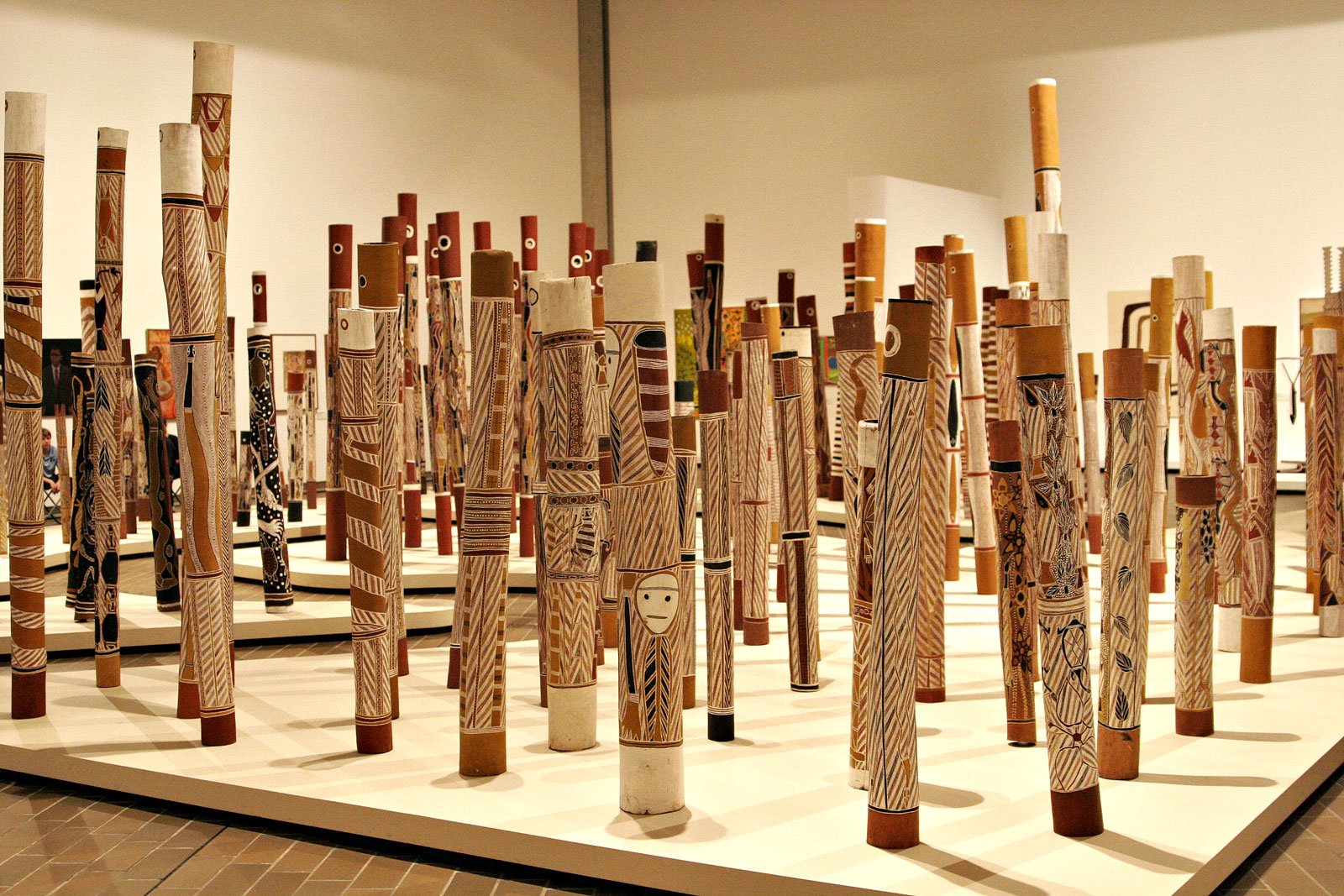
Аборигенный мемориал.

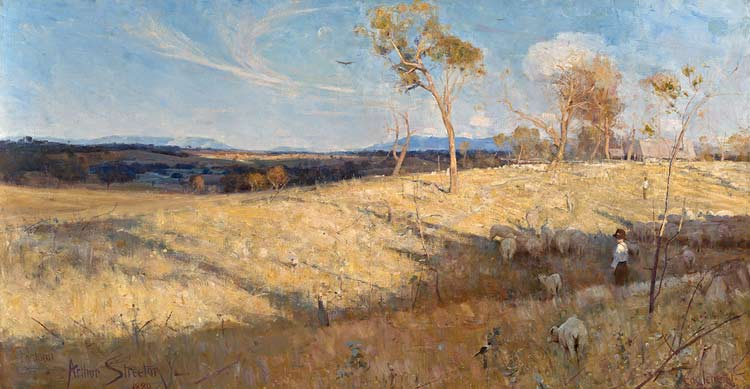
Картина Артура Стритона «Золотое лето, Иглмонт» (1889), приобретённая галереей за $3,5 млн.

В галерее собрана богатая коллекция произведений искусства, созданных австралийскими аборигенами и жителями островов пролива Торрес. Её основу составляет так называемый «Аборигенный мемориал», состоящий из 200 крашенных брёвен, которыми аборигены помечали могилы, и посвящённый всем коренным жителям, которые погибли в период с 1788 по 1988 года, защищая свои земли от чужеземцев.
Коллекция австралийского искусства в Национальной галерее включает в себя произведения искусства и различные предметы, созданные в Австралии со времён европейского заселения континента и до XX века и тесно связанные с историей страны: картины, скульптуры, печатные издания, фотографии, предметы декоративного искусства, этюдники, постеры. В коллекцию также включены предметы аборигенного искусства.
В галерее хранится большое количество картин, написанных мастерами гейдельбергской школы: Тома Робертса, Чарльза Кондера, Фредерика Мак-Каббина и Артура Стритона. Важную часть коллекции составляют произведения Сиднея Нолана, Артура Бойда, Маргарет Престон, Альберта Такера. Также довольно обширно представлены фотографии и скульптуры (Бертрам Маккенал, Роберт Клиппел).
Галерея располагает экспонатами, посвящёнными азиатскому искусству (Ирана, Японии, Таиланда и Китая) от неолита до современности: многочисленные скульптуры, миниатюры, редкая коллекция китайских гравюр на дереве, керамика, текстиль; а также экспонатами, посвящёнными другим странам (в основном произведения искусства, датируемые концом XIX — началом XX веков). Среди них выделяются картины Поля Сезанна, Клода Моне, Фернана Леже, Джексона Поллока, Виллем де Кунинга, Энди Уорхола.